# Jonathan Mesghna
Jonathan Mesghna (* 20. Dezember 1989 in Heidelberg) ist ein deutscher Basketballspieler eritreischer Abstammung.

## Werdegang
Mesghna spielte als Jugendlicher Basketball bei der SG Enkheim in Frankfurt am Main sowie in der Nachwuchs-Basketball-Bundesliga für den MTV Kronberg. Im Erwachsenenbereich sammelte der 1,98 Meter große Flügelspieler erste Erfahrung mit der Mannschaft von Eintracht Frankfurt in der 2. Regionalliga, spielte dort unter anderem an der Seite von Filmore Beck, Marco Völler und Ruben Spoden.
Er ging in die Vereinigten Staaten, war in der Saison 2010/11 Student und Basketballspieler am Central Wyoming College und 2011/12 am North Dakota State College of Science. Dort empfahl sich Mesghna in seinem zweiten Spieljahr in den USA mit 13,3 Punkten je Begegnung für die erste NCAA-Division. Zur Saison 2012/13 wechselte er an die University of Maine und wurde dort Mannschaftskamerad seines Landsmanns Till Gloger. Mesghna brachte es in 26 Einsätzen für Maine während des Spieljahres 2012/13 auf Mittelwerte von 6,6 Punkten und 3,2 Rebounds je Begegnung und nahm anschließend einen erneuten Hochschulwechsel vor: 2013/14 weilte er an der Montana-State University Billings und war mit 15,1 Punkten je Einsatz bester Korbschütze der Mannschaft aus der zweiten NCAA-Division. Mesghna erlangte einen Hochschulabschluss im Fach Kommunikationswissenschaft.
Mesghna kehrte nach Hessen zurück, stand bei den White Wings Hanau von 2014 bis 2016 jeweils eine Spielzeit in der 2. Bundesliga ProB und in der 2. Bundesliga ProA unter Vertrag. Wie in den Vereinigten Staaten kam auch im Profilager seine Stärke, der Dreipunktewurf, zur Geltung. Im Sommer 2016 vermeldeten die Artland Dragons (2. Bundesliga ProB) aus dem niedersächsischen Quakenbrück seine Verpflichtung. Anfang November 2016 zog sich Mesghna eine schwerwiegende Knieverletzung zu und fiel rund ein Jahr aus. Im Oktober 2018 kehrte er beim Regionalligisten SG ART Giants Düsseldorf aufs Spielfeld zurück. Mesghna trug zum 2019 errungenen Aufstieg Düsseldorfs in die 2. Bundesliga ProB bei.
In der Sommerpause 2019 ging er zu den White Wings Hanau zurück. Er zog sich 2020 aus dem Profibereich zurück, zur Saison 2021/22 stieß er zur Mannschaft des Regionalligisten MTV Kronberg.